# عینک اپرا

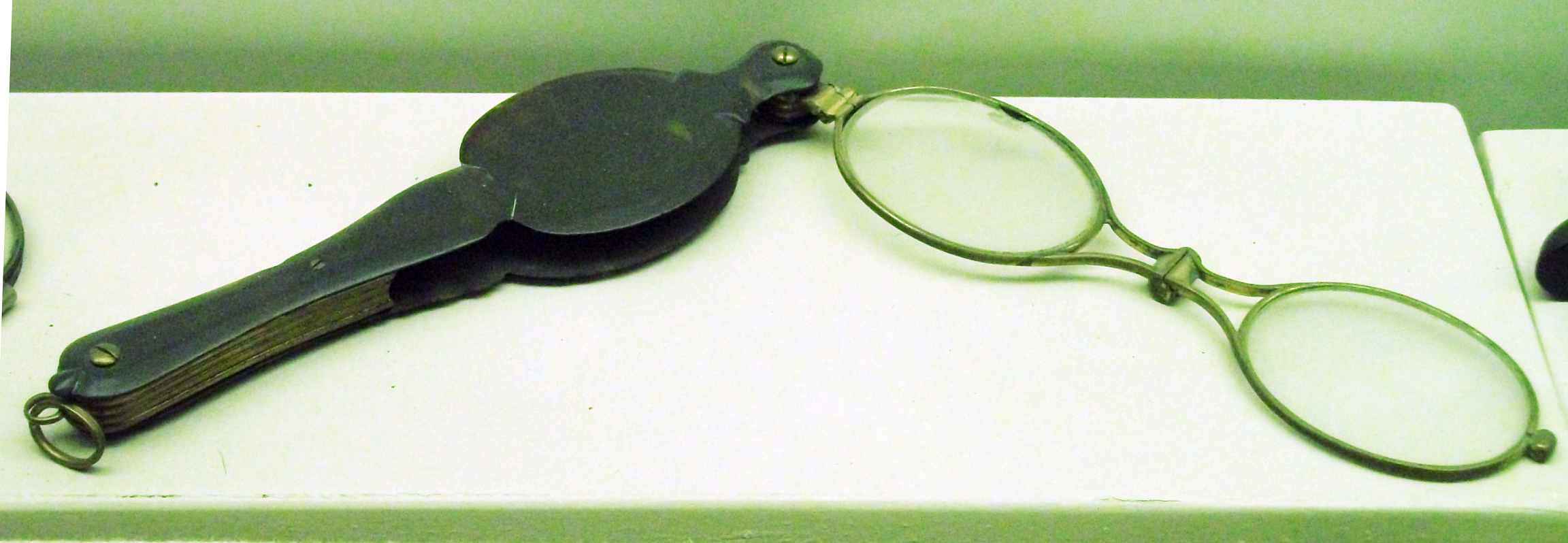
مجموعه تاشو عینک‌های اپرا، موزه بدفورد.

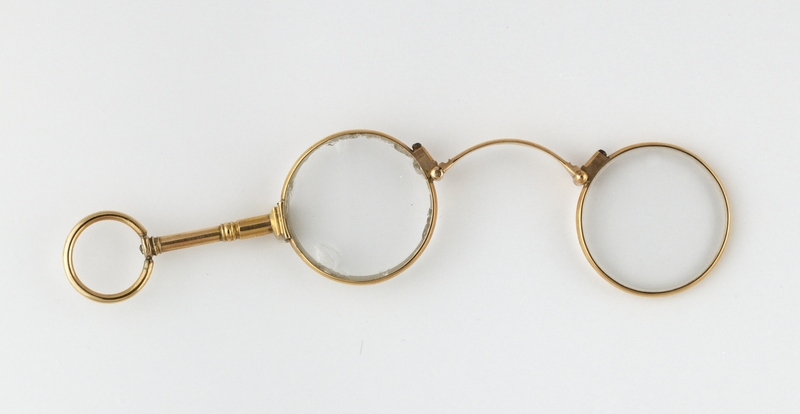
عینک اپرایی که دیوید اسکات میچل استفاده می‌کرد.

عینک اپرا (به انگلیسی: Lorgnette) یک جفت عینک با دسته محسوب می‌شود که برای نگه داشتن آن در محل مورد نظر به کار می‌رود و برخلاف عینک‌های معمول بر روی گوش یا بینی قرار نمی‌گیرد.
خاستگاه دقیق عینک اپرا مورد بحث است. برخی منابع مخترع آن را دانشمند انگلیسی، جورج آدامز پدر، معرفی می‌کنند در حالی که منابعی دیگر جورج آدامز پسر را ابداع‌کننده آن می‌دانند.
عینک اپرا در فرهنگ غربی معمولاً به جای اینکه برای بهتر دیدن به کار رود، به عنوان قطعه‌ای از جواهر تزئینی استفاده می‌شده‌است. خانم‌های خوش‌پوش معمولاً آن را به عینک ترجیح می‌دادند. عینک اپرا در بالماسکه‌ها بسیار محبوب بوده و غالباً در اپرا مورد استفاده قرار می‌گرفته‌است. محبوبیت آن به قرن ۱۹ می‌رسد. عینک اپرا همچنین در اوایل قرن ۲۰ توسط وکیل دادگاه‌های جنایی، ارل راجرز، به عنوان جزئی از ظاهرش به کار گرفته می‌شد. همچنین تصویری از یک عینک اپرا بر روی جلد کتاب زندگینامه او «رای نهایی» نوشته دخترش، آدلا راجرز سنت جونز به چشم می‌خورد.